# Radošovice (Strakonicei járás)
Radošovice falu és önkormányzat (obec) Csehország Dél-csehországi kerületének Strakonicei járásában. Területe 23,2 km², lakosainak száma 663 (2008. 12. 31). A falu Strakonicétől mintegy 4 km-re délre, České Budějovicétől 51 km-re északnyugatra, és Prágától 103 km-re délre fekszik.
A település első írásos említése 1243-ból származik.

## Az önkormányzathoz tartozó települések
- Radošovice
- Jedraž
- Kapsova Lhota
- Milíkovice
- Svaryšov

## Látnivalók
- Feszület a város főterén.

## Népesség
A település népessége az elmúlt években az alábbi módon változott:
| Lakosok száma | 691  | 729  | 716  | 600  | 518  | 520  | 660  | 655  | 623  | 640  |
|               | 1869 | 1890 | 1921 | 1950 | 1980 | 2001 | 2017 | 2019 | 2022 | 2024 |